# Venceslau da Sérvia
Venceslau (em sérvio: Вишеслав/Војислав, Višeslav/Vojislav; em latim: Boiseslav) ou Biséstlabo (em latim: Boisesthlabus; em grego medieval: Βοϊσέσθλαβος, Boisésthlabos) é o primeiro príncipe sérvio (arconte) conhecido pelo nome, governando ca. 780. A Sérvia era um Estado sujeito ao Império Bizantino, situado nos Bálcãs Ocidentais, com a Bulgária a leste. No Sobre a Administração Imperial de meados do século X, Venceslau aparece como progenitor da casa reinante sérvia, conhecida como Casa de Blastímero. Descendia do Arconte Desconhecido que liderou seu povo à Dalmácia e estabeleceu governo hereditário sob suserania bizantina. O nome daqueles que o precederam não é mencionados. A dinastia governou a Sérvia do começo do século VII até ca. 960.

## Nome

Árvore genealógica da Casa de Blastímero

Principados sérvios no século IX

Na edição de Gyula Moravcsik do Sobre a Administração Imperial, seu nome é escrito Βοϊσέσθλαβος, enquanto J. J. Reiske escreve-o Βοισέσθλαβος; ele é transcrito em latim como Boiseslav e Boisesthlabus respectivamente. O nome é traduzido em sérvio como Višeslav (Вишеслав). A outra variante de seu nome é Vojislav (Војислав); os historiadores do século XIX se dividiram entre o uso de "Višeslav" e "Vojislav", com a interpretação alternativo de que o uso de "Višeslav" era devido a um erro na transliteração e com seu nome real sendo "Vojislav". O nome Višeslav é ditemático (de dois lexemas) derivados das palavras eslavas više (maior, mais largo) e -slav (glória, fama), significando aproximadamente "glória maior"; Vojislav deriva de voj (guerra) e slav, significando "glória militar".

## Antecedentes
A história do Principado da Sérvia e a Casa de Blastímero é registrada no Sobre a Administração Imperial, compilado pelo imperador Constantino VII Porfirogênito (r. 913–959). Ela obteve informações sobre os sérvios de, entre outras, uma fonte sérvia. A obra cita o primeiro governante sérvio, cujo nome é desconhecido e é conhecido convencionalmente como o Arconte Desconhecido, que liderou os sérvios ao norte dos Bálcãs. Ele recebeu a proteção de Heráclio (r. 610–641) e diz-se que morreu pouco antes da invasão búlgara de 680. Os eslavos invadiram e se assentaram nos Bálcãs nos séculos VI e VII.[b] Porfirogênito diz que os sérvios sempre estiveram sob controle imperial. Seu relato sobre a primeira cristianização dos sérvios pode ser datada de 632–638; isso pode ter sido uma construção de Porfirogênito, ou pode ter realmente ocorrido, compreendendo um limitado grupo de chefes com a maior parte da tribo negando-se a segui-los.
Segundo o Sobre a Administração Imperial, a "Sérvia Batizada", conhecido erroneamente na historiografia como Ráscia, incluía as "cidades habitadas" (castros ecúmenos) de Destínico, Tzernabusces, Megítero, Dresnico, Lesnico e Salines, enquanto a "pequena terra" (cório) de Bósnia, parte da Sérvia, teve tinha as cidades de Catera e Desnico. As outras terras habitadas pelos sérvios, ou principados, que são mencionados incluem a Pagânia, Zaclúmia, Travúnia,  e a "terra" de Dóclea que foi mantida que foi mantida pelo Império Bizantino, embora foi presumivelmente mantida pelos sérvios também. Elas estavam todas situadas na costa do mar Adriático e dividiam suas fronteiras setentrionais (na hinterlândia) com a Sérvia Batizada. As fronteiras exatas do Principado da Sérvia são incertas. O governante foi intitulado "arconte da Sérvia".[c] O Sobre a Administração Imperial menciona que o trono era herdado pelo filho varão; seus descendentes sucederam-o, embora seus nomes são desconhecidos até o reinado de Venceslau.

## História
O primeiro líder da dinastia conhecido pelo nome foi Venceslau, que começou seu governo em torno de 780 e era contemporâneo do imperador Carlos Magno (r. 768–814).[a] Os sérvios à época estavam organizados em zupanias, uma confederação de comunidades vagamente equivalente a um condado, chefiado pelo zupano local (magistrado ou governador). O governo era hereditário, e o zupano reportou ao príncipe, a quem tinha obrigação de ajudar na guerra. Para V. Ćorović, os sérvios viviam retirado em desfiladeiros, em sua antiga organização tribal, enquanto o poder bizantino foi nominalmente reconhecido. Chefes locais, grão-zupanos, governaram a Sérvia por direito de herança. A terra foi dividido entre os irmãos do chefe, com o irmão mais velho tento certo controle local sobre o coletivo. Segundo uma teoria do historiador B. Radojković (1958), a Sérvia foi um "principado dividido" e Venceslau poderia ser um líder militar (grão-voivoda), que, com sua companhia, tomou controle absoluto e transformou-se no governante hereditário como grão-zupano. Dessa forma, o primeiro Estado sérvio foi estabelecido após 150 anos de vida permanente na nova terra natal e existência de democracia militar. A obra de B. Radojković, porém, foi desacreditada por S. Ćirković.

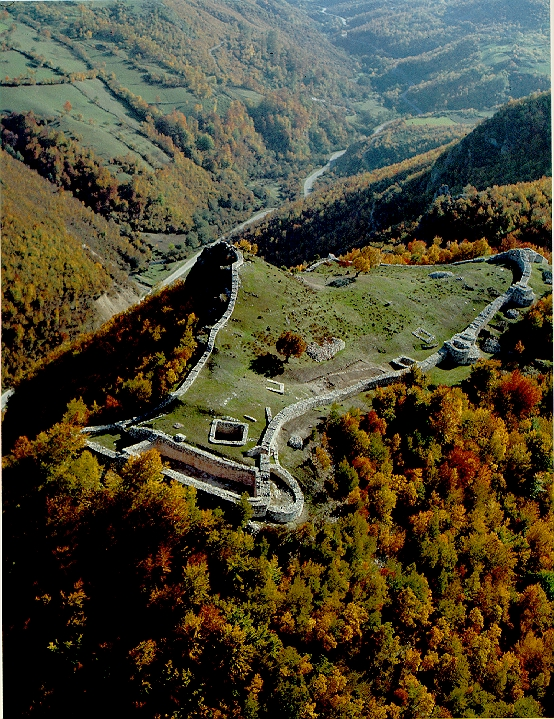
Antiga Ras

Embora Venceslau é apenas citado pelo nome, o Sobre a Administração Imperial menciona que os sérvios estava à época em paz com os búlgaros, seus vizinhos, com quem compartilharam fronteira comum. Os búlgaros, sob Telerigue, planejaram colonizar a Bulgária com berzitos, pois a primeira expansão búlgara causou massivas migrações eslavas e o despovoamento da Bulgária quando, em 762, mais de 200 000 pessoas fugiram ao território bizantino e foram realocadas na Ásia Menor. os búlgaros foram derrotados em 774, após o imperador Constantino V (r. 741–775) saber de um raide que estavam planejando. Em 773, os búlgaros cortaram a rota de comunicação, através do vale do Vardar, entre a Sérvia e os bizantinos. Em 783, uma grande revolta eslava ocorreu no Império Bizantino, estendendo-se da Macedônia ao Peloponeso, que foi subsequentemente debelada pelo patrício Estaurácio. Na Panônia, no norte da Sérvia, Carlos Magno começou sua ofensiva contra os avares. A Dalmácia à época tinha firme relações com os bizantinos.  Houve um conflito bizantino-franco entre 789–810 pela Dalmácia, embora nada se sabe nas fontes coetâneas sobre os eslavos na hinterlândia. O conflito bizantino-franco terminou com a Paz de Nicéforo de 812, com os francos cedendo a costa dálmata enquanto os bizantinos mantiveram as cidades dálmatas.

## Rescaldo e legado
Venceslau foi sucedido por seu filho Todóstlabo e então seu neto Proségoes, e um deles muito provavelmente governou durante a revolta de Luís da Panônia Inferior contra os francos (819–822). Segundo os Anais Reais Francos de Eginhardo, Luís fugiu de sua sede em Síscia aos sérvios (que se acreditam viviam em algum lugar na Bósnia Ocidental) em 822, com Eginhardo mencionando "os sérvios, que controlavam a maioir parte da Dalmácia".
O bisneto de Venceslau, Blastímero, começou seu governo em ca. 830; ele é o mais antigo governante sobre quem se tem informação substancial. Entre 839 e 842, uma guerra de três anos foi travada entre Blastímero e o cã Presiano I, que terminou em vitória sérvia. A longevidade da dinastia demonstra a estabilidade da monarquia e Estado. Os nomes dos governantes sérvios através de Mutímero (r. 851–891) são nomes eslavos ditemáticos, segundo a tradição do eslavo antigo. Com a cristianização no século IX, nomes cristãos apareceram. Os quatro sucessores de Venceslau não aparecem na Crônica do Padre de Dóclea (ca. 1300–10) considerada não confiável pelos historiadores com relação a Alta Idade Média. Em vez disso, a Crônica menciona vários líderes lendários ou não confirmados historicamente: Sueulado, Selímero, Vladino e Ratímero. Os historiadores Panta Srećković (1834–1903) acreditaram que o autor cristão da Crônica não estava disposto a nomear esses governantes por serem pagãos, que também talvez tinham reputação por derrotar, matar e dispersas cristãos. Uma ilustração de Venceslau está inclusa na obra de 1885 de Kosta Mandrović.